# 湖北省第三人民医院
湖北省第三人民医院，又名武汉大学医学院附属中山医院，原名湖北省中山医院，是湖北省三级甲等医院之一。医院位于武汉市硚口区中山大道26号，临近月湖桥。

## 历史
- 1951年，武汉军工总医院建立。[1]
- 2002年6月，由军队移交至湖北省卫生厅，并改名湖北省中山医院。[1]
- 2004年9月，孙中山的孙女孙穗芳博士受聘担任名誉院长。
- 2014年10月，再次更名为湖北省第三人民医院。[1]

## 现状

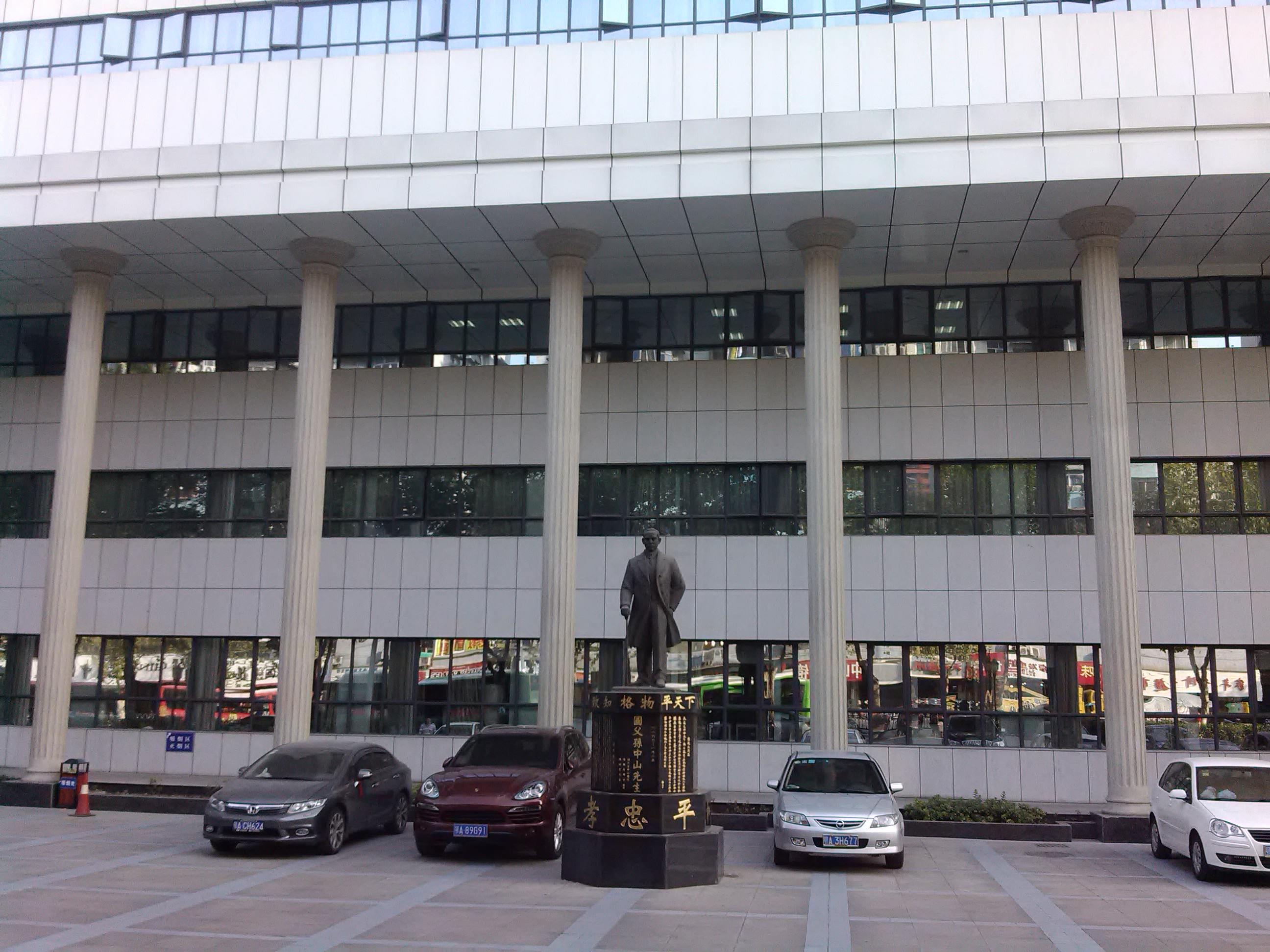
门诊部的孙中山铜像

医院设有46个临床医技专业。有新门诊大楼8000余平方米，2010年投入使用了2.7万平方米的住院医技楼。孙穗芳赠送的武汉市第三尊孙中山铜像伫立在门诊花园中央。